# 言葉にできない
「言葉にできない / 君におくる歌」（ことばにできない きみにおくるうた）は、1982年2月1日に発売されたオフコース通算23枚目のシングル。

## 解説
「言葉にできない」、「君におくる歌」両曲ともアルバム『over』からのシングルカット曲で、アルバム収録曲と同内容。
「言葉にできない」は、「Off course Concert 1982 “over”」の最終公演地日本武道館での10日間連続公演最終日の6月30日と1989年2月26日に東京ドームで行われた“The Night with Us”で、小田和正が涙で声を詰まらせ、歌えなくなったことがある。“over”ツアーの武道館公演では曲の後半部分で映画『ひまわり』の中の、一面に広がるひまわり畑のシーンがスクリーンに映された。このアイデアについて小田は「まさに言葉にできないほどの、圧倒的な花の映像が欲しかったので、映画の版権の一部を買い取って武道館一面、ひまわりで埋めたんだ」と、後のインタビューで答えていた。フェードアウト直前に解散を示唆する「We are over,thank you」のナレーションが収録され（"Thank you"は2度ナレーションされている）、武道館公演ではひまわり畑のシーンに“We are”, “over”, “Thank you”の文字が重ねて投影された。
この曲の制作過程について、小田は『たしかなこと』でのインタビューの中で以下のように答えている。
「アルバム作ってて、“もう1曲核になる曲が欲しいな”って思って、で、みんなが帰った後、ひとり残ってね。確か、渋谷の『マック・スタジオ』だったと思うけど」
「何しろ“ラララ”でいこうというのはアイデアとしてあって。ただ、そこにたどり着くまでの過程があって。歌なんてもしかしたら、“歌詞がないほうが強いんじゃないか?”って思ったのかな。その前段階で、“歌詞、書くのイヤだな”って、そう思ってたのが、だんだん“歌詞がないほうが…”ってなったいったのかな。いや、ともかく“ラララ”って歌っているうちに、“このままのほうがシンプルで強い”って確信してったんだよ。ちょうどそれが当時の、バンドのテーマだったから」
「循環コードを弾きながら、“ラララ”って、歌いながらメロディをちょっとずつ直していったんだと思う。“ラララ”のあと、“言葉にできない”が先か“悲しくて”が先か、どっちか忘れたけど、このふたつが前後して浮かんだと思うんだよ。とにかく、そこのブロックが最初に出来たのは覚えている。“言葉にできない”って歌詞と“ラララ”っていうのはとても辻褄が合うじゃない?」
「そしたら、“悲しくて”だけじゃなく、“悔しくて”っていうのも“言葉にできない”や“ラララ”とも辻褄が合う。で、途中で、“否定的な、暗いまま終わるのはイヤだな”っていうことで“嬉しくて言葉にできない”という、“それで締めればいいんだ”みたいな。そう思いついたときに“ああ、そうか、これで解決。ハッピー、ハッピー!”って、この展開は素晴らしいな、とね」

「君におくる歌」は、後に鈴木がアルバム『FORWARD』にてセルフ・カヴァーしている。この曲について鈴木自身、「オフコースへの別れを歌った曲」だと語っているが、対して小田は、「曲として成立していれば、それで構わないと思う」と、後に話している。

## 収録曲

### Side-A
1. 言葉にできない  –  (6'21")
作詩[注釈 5] · 作曲：小田和正、編曲：オフコース、ストリングス編曲：小田和正

### Side-B
1. 君におくる歌  –  (4'36")
作詩[注釈 5]：鈴木康博 · 大間仁世、作曲：鈴木康博、編曲：オフコース

## クレジット
- プロデュース：オフコース
- © 1982 Pacific Music Publishing Co., Ltd. & FAIRWAY MUSIC Co., LTD.

## タイアップ
1999年に明治生命保険（当時）のCMソングとして小田自身がセルフ・カヴァーし、アルバム『LOOKING BACK 2』に収録された。ソロ以降、ステージで幾度ととなく歌われ、コンサートの重要なレパートリーの一つとなっている。2014年1月度の日本レコード協会発表にてフル配信50万ダウンロードに認定された。
2003年にテレビ東京系アニメ『ソニックX』の挿入歌として、『言葉にできない』に収録されたヴァージョンが使用された。
2014年7月1日より、金沢シーサイドラインの鳥浜駅（新杉田方面）、並木中央駅（金沢八景方面1番線）、八景島駅（新杉田方面）、金沢八景駅（1番線・2021年2月14日〜）で接近・発車メロディとして使用されている。
2016年にテレビ東京系アニメ『プリパラ』の挿入歌として、『LOOKING BACK 2』に収録されたヴァージョンが使用された。

## リリース日一覧
| 地域 | タイトル                      | リリース日   | レーベル                        | 規格               | カタログ番号 | 備考 |
| ---- | ----------------------------- | ------------ | ------------------------------- | ------------------ | ------------ | --- |
| 日本 | 言葉にできない / 君におくる歌 | 1982年2月1日 | EXPRESS ⁄ TOSHIBA EMI           | 7"シングルレコード | ETP-17280    | 「言葉にできない」「君におくる歌」ともアルバム『over』からのリカット。 |
| 日本 | 言葉にできない / 君におくる歌 | 2020年6月3日 | USM JAPAN ⁄ UNIVERSAL MUSIC LLC | CD                 | UPCX-4244    | デビュー・シングル『群衆の中で / 陽はまた昇る』からラスト・シングル『夏の別れ / 逢いたい』までを収録した全36枚組CD BOX『コンプリート・シングル・コレクションCD BOX』(UPCY-9918)の中の1タイトル。発表当時のアナログ7インチ・シングルのアートワークを再現した12cm紙ジャケット仕様CD。 |